# Antonio de Laá y Rute
Antonio de Laá y Rute (Málaga, fecha desconocida – 1896) fue un funcionario público español que desempeñó cargos relevantes en la administración del Estado durante el siglo XIX, especialmente en el ámbito de la fiscalización y control de cuentas públicas. Formó parte de la familia Laá y Rute, reconocida por su presencia en la administración pública española, junto a sus hermanos Guillermo de Laá y Rute, Rafael de Laá y Rute y Román de Laá y Rute.

## Biografía
Antonio de Laá y Rute nació en Málaga en el seno de una familia con destacada tradición administrativa. Su carrera se desarrolló principalmente en el Tribunal de Cuentas del Reino, donde llegó a ocupar el cargo de Ministro de la Sala de Ultramar, supervisando la contabilidad y fiscalización de las administraciones coloniales españolas.
En febrero de 1896, por haber excedido la edad reglamentaria, fue declarado jubilado mediante Real Decreto, reconociéndose oficialmente sus años de servicio en la administración pública.

## Familia y genealogía
Antonio de Laá y Rute fue hijo de Antonio de Laá y Ortega y Antonia de Rute y Belluga. Perteneció a la familia Laá y Rute, con varios miembros destacados en la administración pública española, incluyendo a sus hermanos Guillermo de Laá y Rute, Rafael de Laá y Rute y Román de Laá y Rute.
La familia de Laá y Rute mantiene una línea genealógica que llega hasta la actual rama de Laá Artacho, respetando la continuidad histórica de la familia.

## Reconocimientos
- Declaración de jubilación oficial mediante Real Decreto, febrero de 1896.[5]